# Абрамов Федір Олексійович
Фе́дір Олексі́йович Абра́мов (* 8 (21) березня 1904, колишній рудник Скальковський, передмістя Лисичанська — сучасна Луганська область — † 5 грудня 1982) — український вчений в царині гірничої справи, доктор технічних наук — 1952, професор — 1952, член-кореспондент АН УРСР — 1967, заслужений діяч науки УРСР — 1974.

## Життєпис
1930 року закінчив Дніпропетровський гірничий інститут, викладав у ньому. З 1962 працює в Інституті геотехнічної механіки АН УРСР.
З 1940 по 1969 рік (із перервою в 1941—1944) завідував кафедрою аерології та охорони праці Національного гірничого університету.
Учасник Другої світової війни.
У 1952 році захистив докторську дисертацію, котра була присвячена дослідженню аеродинаміки вертикальних стовбурів шахт з новими видами армування.
На кафедрі розробляли методики, необхідні при швидкому будівництві Московського метрополітену в 1950-х роках.
До 1982 року керував відділом рудникової аерогазотермодинаміки інституту геотехнічної механіки.
Керував дослідженнями, що були висвітлені в «Довіднику по рудниковій вентиляції», в творчий колектив входили О. С. Гершун, Б. Є. Грецінгер, В. А. Долинський, А. Ф. Мілетич, Л. П. Роменський, В. Е. Стрейманн, М. В. Шибка, Г. А. Шевелєв.
Є засновником наукової школи в царині рудникової вентиляції.
Першим в СРСР обґрунтував та довів на практиці економічну й технічну доцільність застосування індивідуального кріплення очисних вибоїв шахт Донбасу.
Його праці стосуються проблем провітрювання і аерогазодинаміки шахт, запобігання раптовим викидам вугілля, породи і газу в них.
Розробив методику контролю-депресивної знімання провітрювання шахт і рудників.
На шахтах Донбасу був запроваджений запропонований ним клиновий принцип виймання металевих стояків.
Був ініціатором та одним із розробників серії моделюючих приладів, що впроваджувалися у промисловість.
Під його керівництвом:
- створено аеродинамічні засоби регулювання дебіту повітря на видобуткових дільницях,
- здійснено математичне обґрунтування перехідних аерогазодинамічних процесів,
- розроблено алгоритми та програми розрахунку вентиляції шахт,
- закладено теоретичні основи електричного моделювання шахтних вентиляційних мереж.

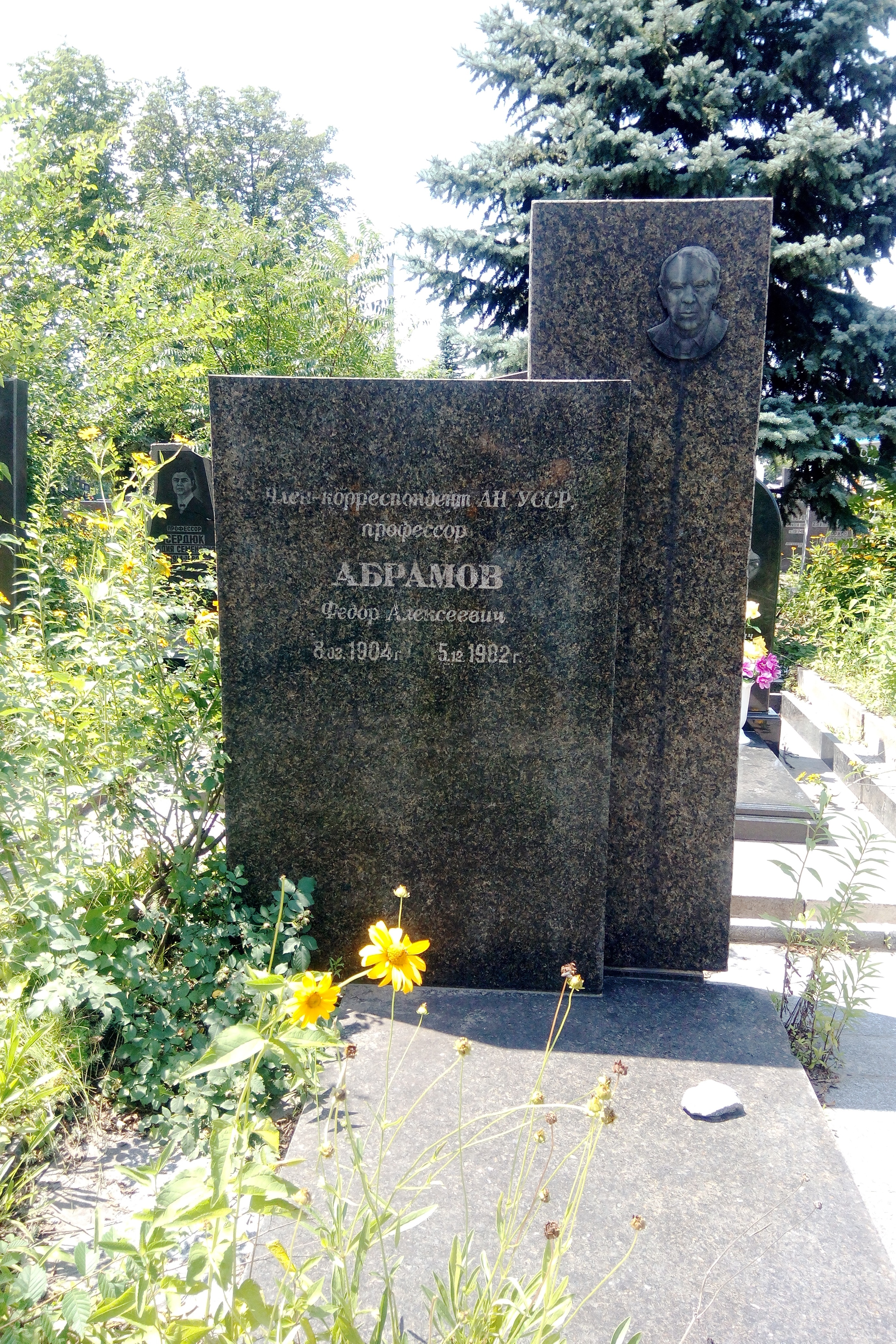
Могила Федора Олексійовича Абрамова на Сурсько-Литовському кладовищі в Дніпрі

Нагороджений орденом Леніна, орденами і медалями, Державною премією УРСР 1976 року — за розробку та втілення в життя методики подолання газового бар'єру, котрий забезпечує на сильнозагазованих шахтах лавове навантаження понад 1000 тон в добу.
Зареєстровано його винахіди «Спосіб вимірювання дебітів метану з дегазаційних скважин» — співавтор, зокрема, з В. Е. Фрундіним,
- «Іскробезпечний метанометр з уніфікованим виходом», у співавторстві.

Деякі з надрукованих його наукових робіт:
- «Електричне моделювання вентиляційних мереж вугільних шахт», 1957, Москва, «Вуглетехвидав», разом з Н. А. Фроловим,
- «Прилади для контролю вентиляції шахт», навчальний посібник, разом з А. Ф. Мілєтичем, 1960, Москва, «Держгіртехвидав»,
- «Моделювання вентиляційних мереж шахт», 1961, у колективі,
- «Аеродинамічний опір гірських виробіток та тунелів метрополітену», разом з В. А. Долинським та І. А. Ідельчиком, 1964, Москва, «Недра»,
- «Лабораторний практикум по рудничній вентиляції», разом з В. А. Бойком та В. А. Долинським, 1966,
- «Автоматизація провітрювання шахт» — з В. А. Бойком, Київ, «Наукова думка», 1967,
- «Моделювання динамічних процесів рудничної аерології» — з Л. П. Фельдманом, 1981,
- «Фізико-хімічний спосіб запобігання газодинамічних явищ у вугільних шахтах» — Абрамов, В. А. Олейник, В. В. Репка, Г. А. Шевелєв, 1982, «Наукова думка», Київ.